# Stenus assequens
Stenus assequens är en skalbaggsart som beskrevs av Claudius Rey 1884. Stenus assequens ingår i släktet Stenus, och familjen kortvingar. Arten är reproducerande i Sverige.